# تحكم بوصول إلزامي
تحكم بوصول إلزامي يدعى أيضا التحكم بالوصول اللاختياري. وهو يستعمل مفهوم المركزية للحد من الوصول إلى البيانات اعتمادا على حساسية هذه البيانات. طرأت عدة تغييرات في هذه التقنية منذ ظهورها، لكن كان Bell and LaPadula هو من ابتدع مفهوم MAC في فترة السبعينيات.
تعمل هذه التقنية على إلحاق تسميات labels هرمية متعددة مستوى الحساسية للمستخدمين وللبيانات حيث يشار إلى تسميات المستخدمين، في نظام التسمية هذا، بالاسم Security clearances (تصريح أمان)، بينما يشار إلى تسميات الكائنات بالاسم Security classifications (تصنيف أمان). إذا، إذا كانت تسميتك هي تصريح سري للغاية مثلا، فإنك ستكون قادرا على رؤية المستندات ذات التصنيف سري للغاية.